# Oszaka
Oszaka  (japánul 大阪市, Ószaka-si) település Japánban. Ez az ipari, kereskedelmi és közlekedési központ a fő szigeten, Honsún alakult ki, ott, ahol a Jodo-gava folyó beletorkollik az Oszakai-öbölbe. Közigazgatásilag a Kanszai régió Oszaka prefektúrájában helyezkedik el, amelynek egyben székhelye is. Az Oszaka-Takamacui (Oszakai) főegyházmegye érseki székvárosa.
A gyakran Japán második legnagyobb városának nevezett Oszaka a történelem folyamán az ország kereskedelmi centruma volt. Ma Japán második és a világ kilencedik legnagyobb agglomerációjának, a több mint 19 millió lelket számláló Oszaka–Kóbe–Kiotó metropolisznak a szerves része. Oszakában nappal a lakosság száma az éjjeli 141%-ára növekszik, mutatva a város gazdasági központi szerepét. Míg éjjel 2,6 millió fővel ez Japán harmadik legnagyobb városa Tokió és Jokohama után, nappal a második helyre tornázza fel magát 3,7 millió lakossal, Tokió után.[forrás?]
Gyakran a „nemzet konyhája” (天下の台所, tenka no daidokoro) és a „Japán gasztronómiai fővárosa” nevekkel illetik.[forrás?]

## Természetföldrajza

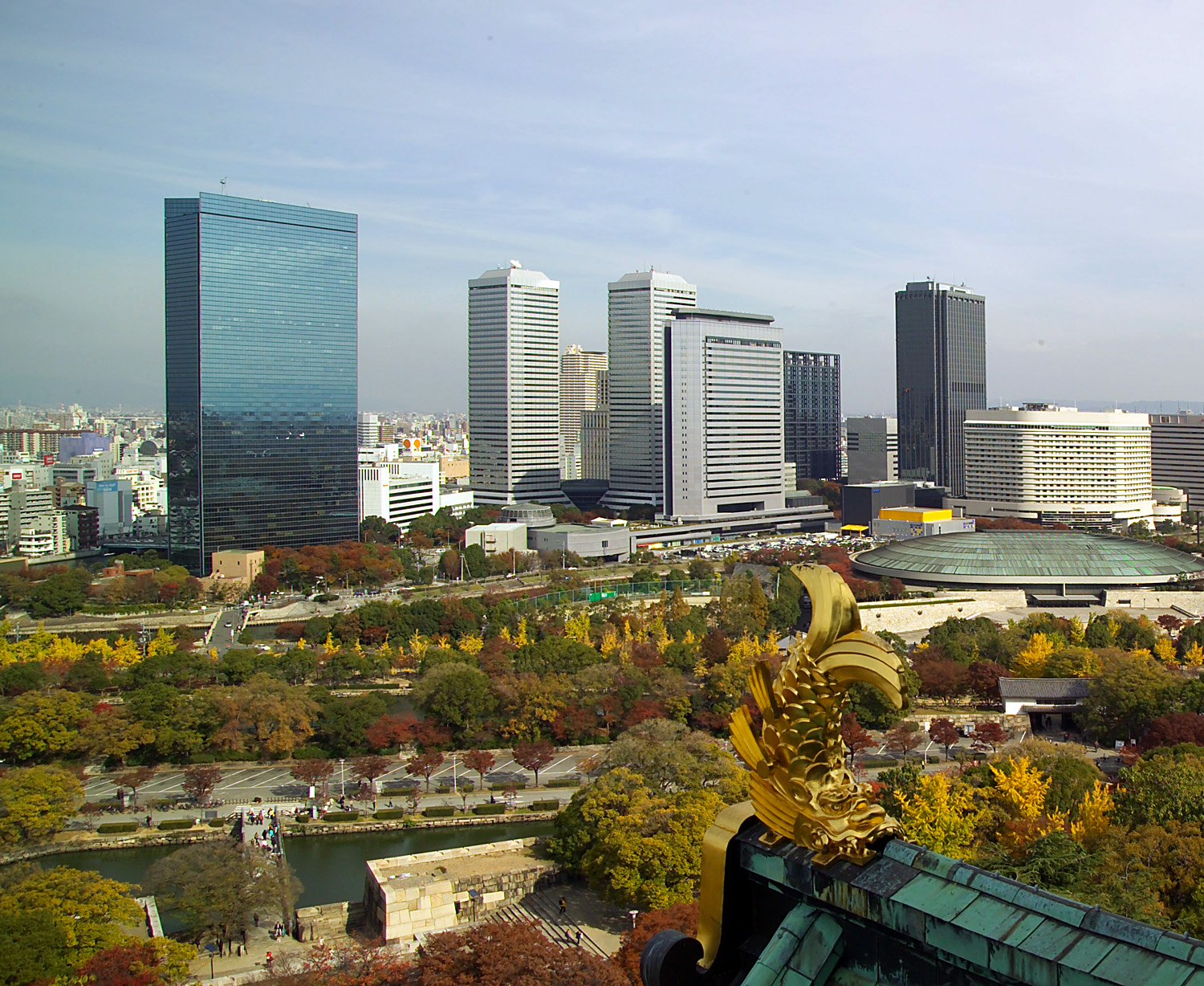
Az Oszakai Üzleti Park felhőkarcolói

A Jodo-gava és a Jamato-gava folyó torkolatánál fekvő Oszaka városát nyugatról az Oszakai-öböl határolja. Északról, keletről és délről több mint egy tucat kisebb-nagyobb település veszi körül, amelyek egy kivételével az Oszaka prefektúrához tartoznak (a városközponttól északnyugatra fekvő Amagaszaki ugyanis a Hjógo prefektúra része). Oszaka az Oszakai prefektúra 12%-át foglalja el, ezzel a közigazgatási egység legnagyobb települése.
A Kandzaki-, a Sin-Jodo-, a Jodo-, a Dodzsima-, az Iidzsi-, a Sirinasi-, a Kidzu- és a Jamato-gava folyót összekötő kiterjedt csatornarendszer miatt a település a „Kelet Velencéje” címet kapta. Arra, hogy Oszaka a vizek városa, a régi neve, a Naniva (浪速, szó szerint gyors hullámok) is utal.
A város két legzsúfoltabb központját Kita (キタ, szó szerint észak) és Minami (ミナミ, szó szerint dél) néven emlegetik. Az előbbi Umeda kereskedelmi kerületét, az utóbbi a Namba, Sinszaibasi és Dótonbori bevásárlónegyedeket foglalja magába. A szintén a Minamiban található Ebiszubasi híd körüli szórakozónegyed ismertséget az óriási géprákjával, a Háromszög parkjával és az Amerikamurával, azaz az amerikai faluval szerzett. A bíróságoknak és a legnagyobb bankok kerületi igazgatóságainak otthont adó negyedek a Jodojabasi és a Honmacsi, Kita és Minami között. Az újabb és jelentősebb üzleti negyed az Oszakai Üzleti Park az Oszakai várkastély szomszédságában. Fontos üzleti negyedek alakultak ki még a város másodlagos vasúti csomópontjainál, a Tennódzsi és Kjóbasi pályaudvarnál.

## Éghajlata
| Hónap                               | Jan. | Feb. | Már. | Ápr. | Máj. | Jún. | Júl. | Aug. | Szep. | Okt. | Nov. | Dec. | Év   |
| ----------------------------------- | ---- | ---- | ---- | ---- | ---- | ---- | ---- | ---- | ----- | ---- | ---- | ---- | ---- |
| Rekord max. hőmérséklet (°C)        | 19,0 | 23,7 | 24,2 | 30,7 | 32,7 | 36,1 | 38,0 | 39,1 | 36,2  | 32,9 | 27,2 | 23,6 | 39,1 |
| Átlagos max. hőmérséklet (°C)       | 9,5  | 10,2 | 13,7 | 19,9 | 24,5 | 27,8 | 31,6 | 33,4 | 29,3  | 23,3 | 17,6 | 12,3 | 21,2 |
| Átlagos min. hőmérséklet (°C)       | 2,8  | 2,9  | 5,6  | 10,7 | 15,6 | 20,0 | 24,3 | 25,4 | 21,7  | 15,5 | 9,9  | 5,1  | 13,4 |
| Rekord min. hőmérséklet (°C)        | −7,5 | −6,5 | −5,2 | −2,6 | 3,5  | 8,9  | 14,8 | 13,6 | 10,4  | 3,0  | −2,2 | −4,5 | −7,5 |
| Átl. csapadékmennyiség (mm)         | 45   | 62   | 104  | 104  | 146  | 185  | 157  | 91   | 161   | 112  | 69   | 44   | 1279 |
| Havi napsütéses órák száma          | 143  | 135  | 160  | 189  | 194  | 156  | 182  | 217  | 157   | 164  | 149  | 152  | 1996 |
| Forrás: Japan Meteorological Agency |      |      |      |      |      |      |      |      |       |      |      |      |      |

## Közigazgatás

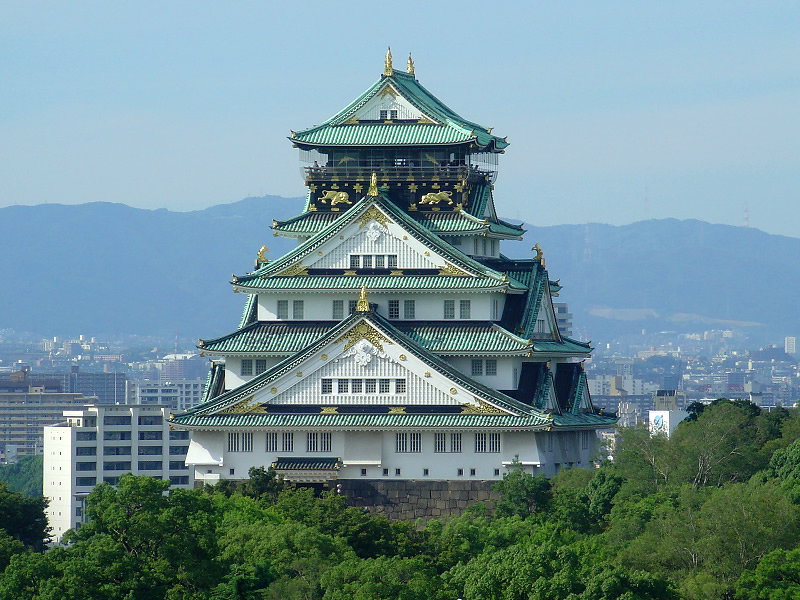
Az Oszakai várkastély felújított, központi tornya

Oszakának 24 városrésze (区, átírással ku) van, eggyel több, mint Tokiónak. Ezek a következők:

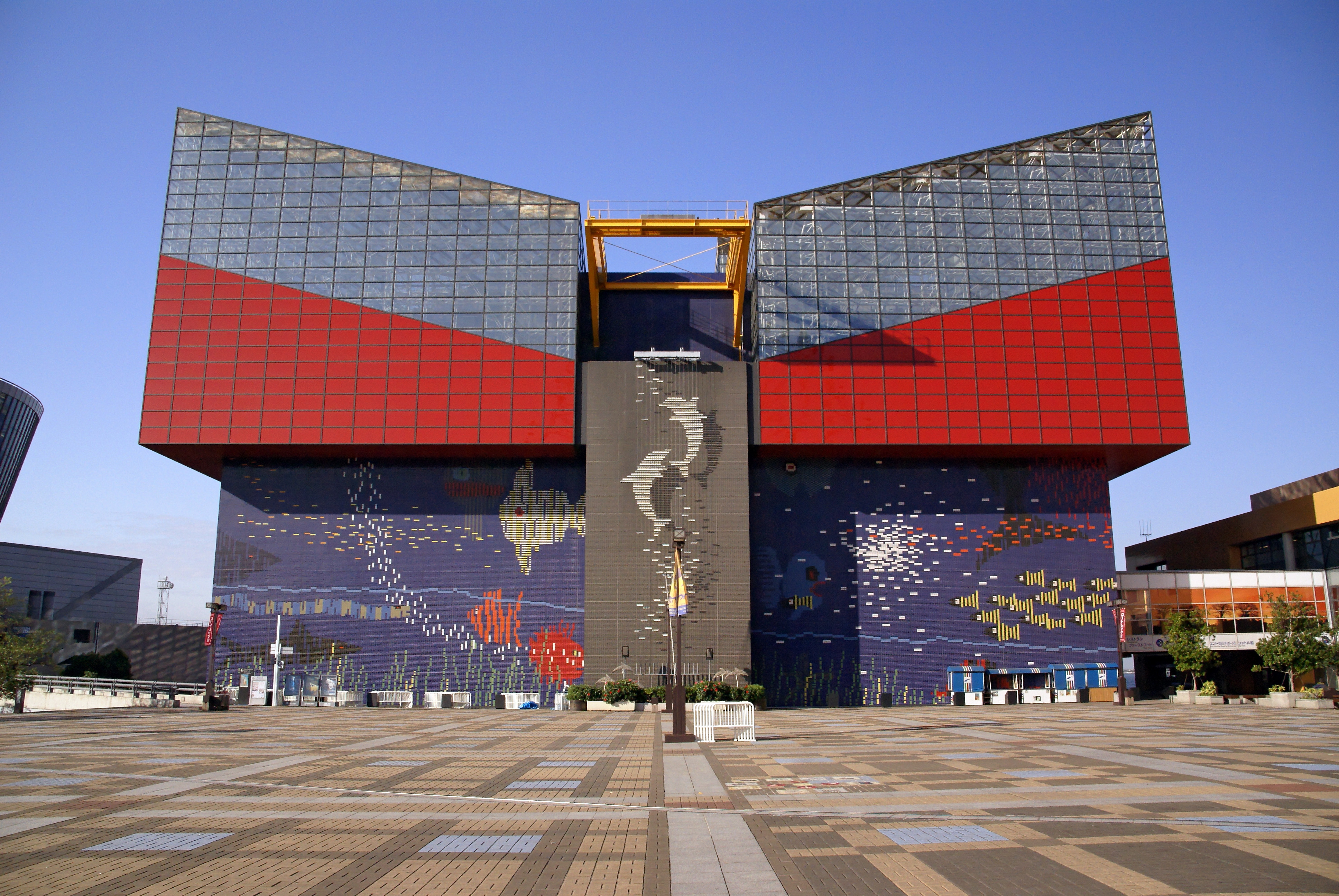
A Kajukan akvárium a Tempozan kikötői faluban

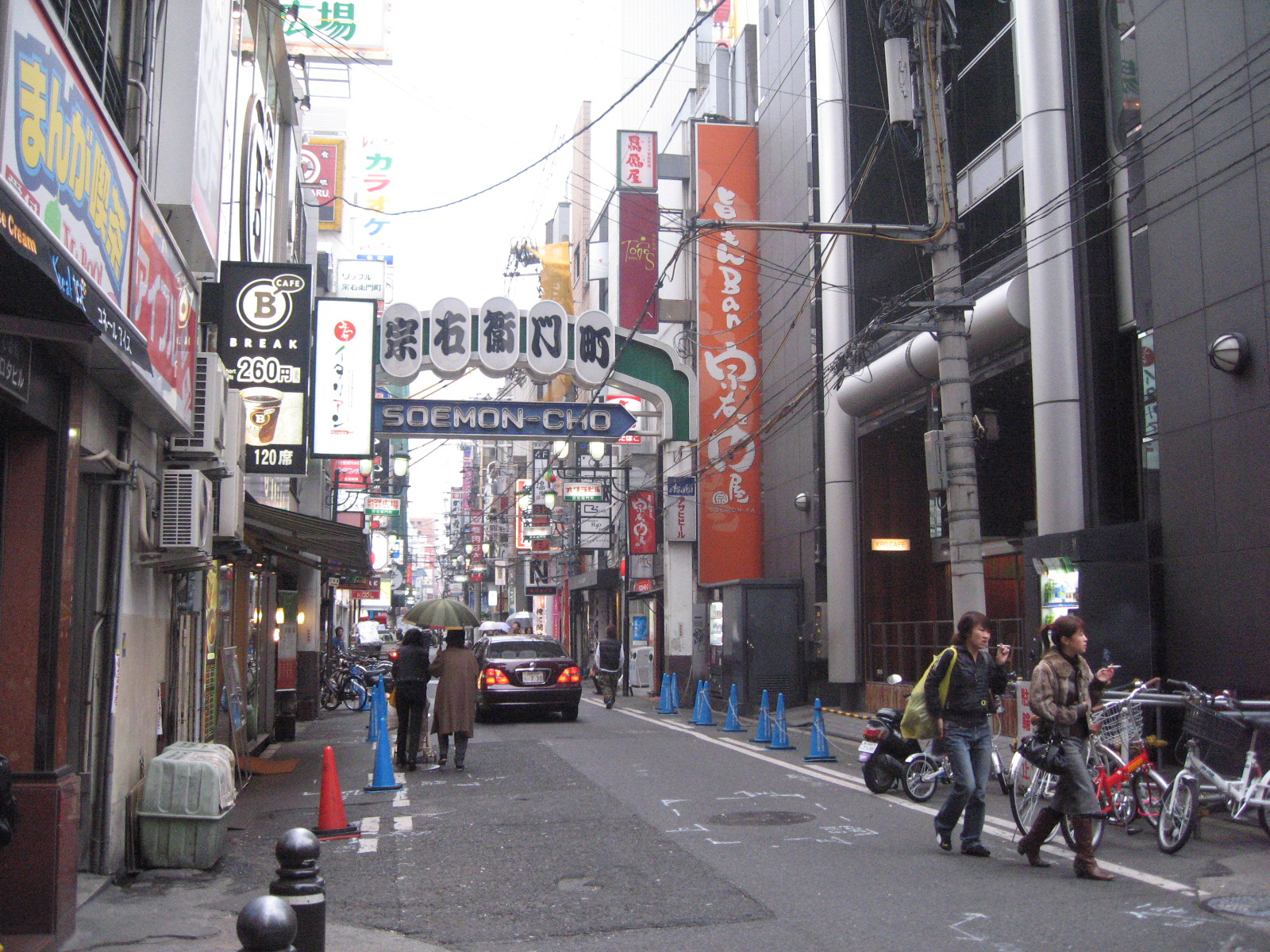
Utcarészlet a központi Sinszaibasi kerületben

| - Abeno-ku - Aszahi-ku - Curumi-ku - Csúó-ku - Dzsótó-ku - Fukusima-ku - Higasinari-ku - Higasiszumijosi-ku - Higasijodogava-ku - Hirano-ku - Ikuno-ku - Jodogava-ku | - Kita-ku - Konohana-ku - Minato-ku - Mijakodzsima-ku - Naniva-ku - Nisi-ku - Nisinari-ku - Nisijodogava-ku - Szuminoe-ku - Szumijosi-ku - Taisó-ku - Tennódzsi-ku |

## Népessége
A 2005-ös japán népszámlálás alapján Oszaka lakossága 2 628 811 fő volt, ami a 2000-es évi adatokhoz képest 1,2%-os növekedést jelent, ám messze elmarad az 1965-ben mért háború utáni (3 156 222 fő) és az 1940-es abszolút csúcshoz (3 252 340 fő) képest. Az 1923-as nagy kantói földrengés következményeként, 1920 és 1930 között, rengeteg ember költözött Oszakába, és a népesség hamarosan megduplázódott. Az 1930-as népszámlálás alapján Oszaka volt Japán legnagyobb városa 2 453 573 fővel, megelőzve Tokiót 2 070 913 lakosával. A háború végétől a 2000-es évek közepéig az Oszaka–Kóbe–Kiotó agglomeráció népessége folyamatosan növekedett, ám az utóbbi években népességcsökkenés mutatkozik.
A népsűrűség 11 836 fő négyzetkilométerenként. A háztartások száma 1 241 489, ami azt mutatja, hogy ez háztartásban átlagosan 2 lakos él. 99 775 regisztrált külföldi él a városban. A legnagyobb bevándorló népcsoportok a koreai (71 015 fő) és a kínai (11 848 fő).
A legbeszéltebb dialektus a japán nyelv oszakai nyelvjárása. Fő megkülönböztető jele, hogy a tagadó igéknél a „hen” utótagok használják a „nai” helyett.
| Lakosok száma | 2 665 314 | 2 685 481 | 2 691 185 | 2 751 862 |
|               | 2010      | 2014      | 2015      | 2021      |

## Gazdaság
A történelem során Oszaka volt Japán kereskedelmi központja, de szerepe a közép- és kora modern korban volt a legjelentősebb. Ma már, különösen a kilencvenes évek vége óta, egyre több vállalat helyezi át székhelyét Tokióba, de továbbra is számos jelentős vállalat működteti a központját Oszakában. A tendencia mérséklésére a város, Szeki Dzsunicsi polgármester vezetésével, nemrég indított útjára egy programot, aminek célja hazai és külföldi befektetők a városba csábítása.

## Közlekedés
A városban üzemel Japán második leghosszabb egysínű vasútja, az Osaka nyeregvasút.

## Oktatás

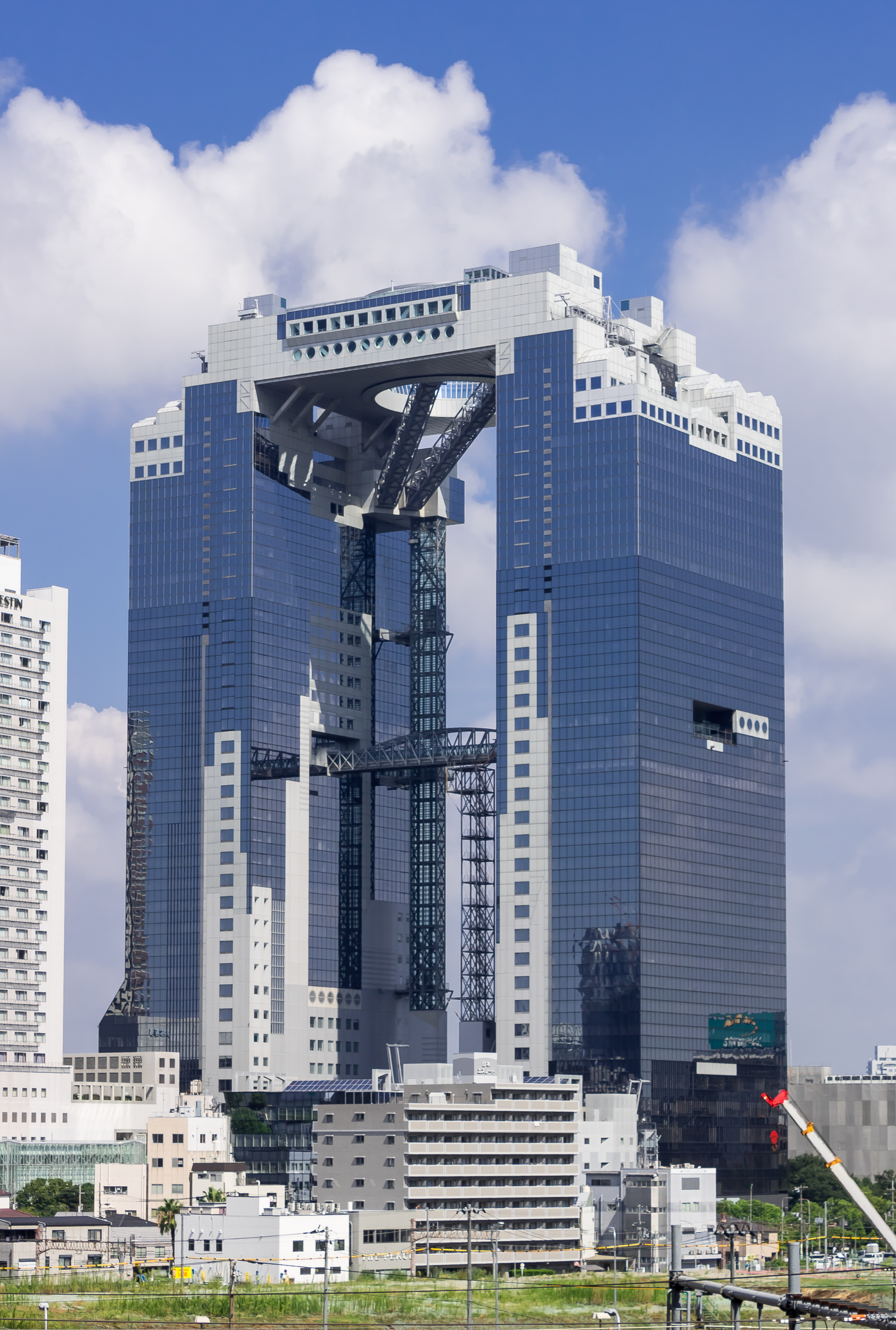
Az Umeda negyed legismertebb felhőkarcolója, a Sky Building

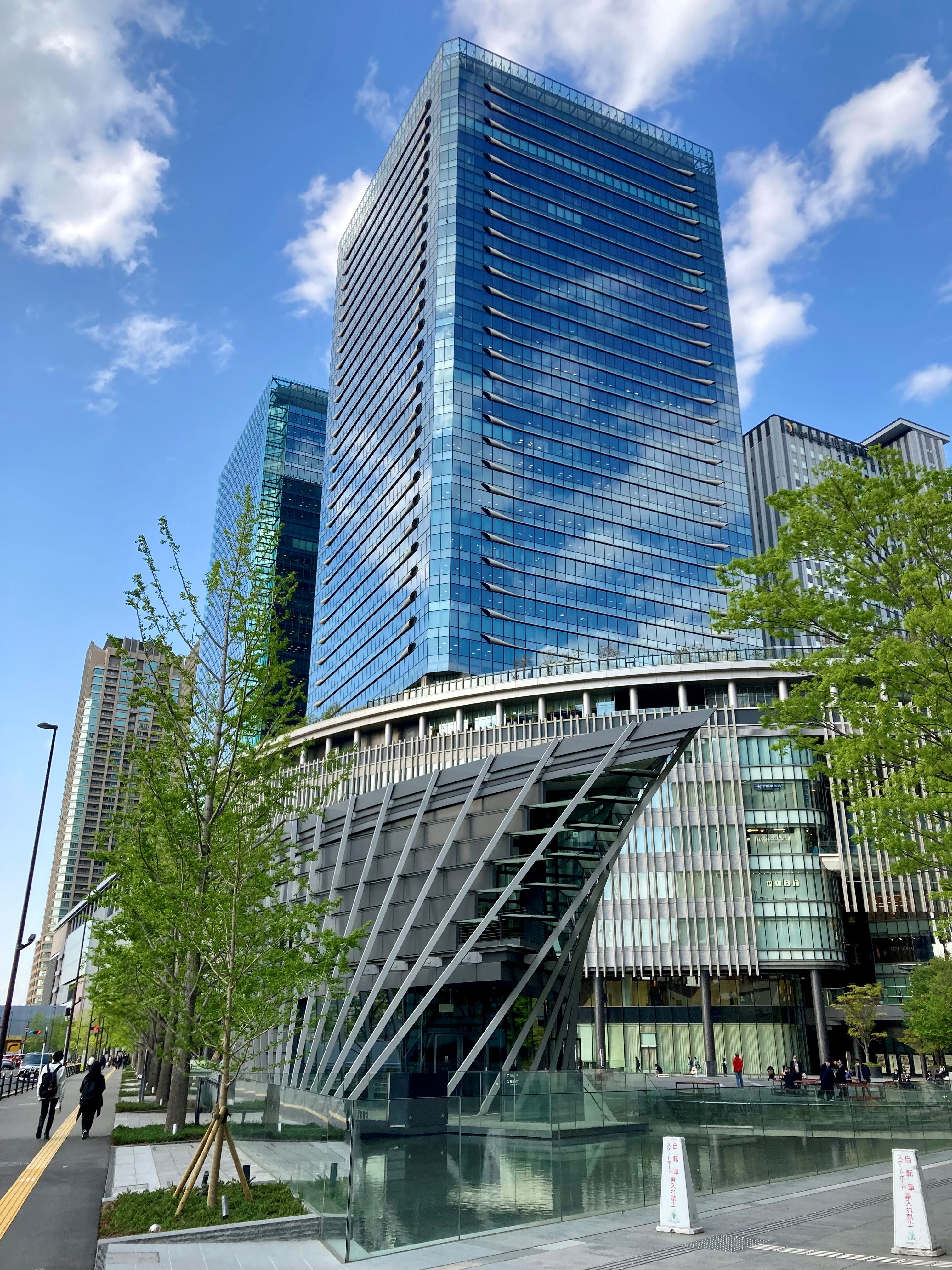
A Grand Front Osaka komplexum

Az általános iskolák és a középiskolák alsóbb évfolyamai városi irányítás alatt vannak , míg a középiskolákat a prefektúrai szinten felügyelik.
Korábban számos egyetem volt jelen a Oszaka belvárosában, de hogy növekvő területigényük kielégíthessék, több intézmény a külvárosokba költözött át. Oszaka Kiotóhoz és Tokióhoz hasonlóan Japán egyik felsőoktatási központjának számít. Mindezek ellenére Oszaka prefektúra legtekintélyesebb felsőoktatási intézménye, az Oszakai Egyetem, nem itt, hanem Szuitában található.
- Kanszai Egyetem
- Oszaka városi Egyetem
- Oszakai Közgazdaságtudományi Egyetem
- Oszakai Műszaki Egyetem
- Oszakai Jogakuin Főiskola
- Oszakai Gazdaságpolitikai Egyetem
- SOAI Egyetem
- Oszakai Művészeti Egyetem
- Oszakai Oktatási Egyetem

## Turizmus, látnivalók
- Cútenkaku torony
- Tenpózan óriáskerék
- Oszakai várkastély
- Oszakai kastélypark
- Tennó-dzsi állatkert (Tennōji Zoo; 天王寺動物園)
- Történelmi múzeum (Osaka Museum of History; 大阪歴史博物館)
- HEP FIVE óriáskerék
- Museum of housing and living

### A környéken
- Nara Park

## Testvértelepülések
- Chicago, Egyesült Államok
- Hamburg, Németország
- San Francisco, Egyesült Államok (2018 októberéig[5])
- São Paulo, Brazília
- Sanghaj, Kína
- Melbourne, Ausztrália
- Milánó, Olaszország
- Szentpétervár, Oroszország

### Partnervárosok
- Budapest, Magyarország (1998)[6]
- Buenos Aires, Argentína
- Dnyipro, Ukrajna (2022)
- Puszan, Dél-Korea